# Frecce Tricolori

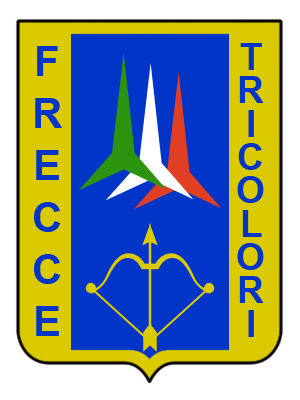
A Frecce jelvénye

A Frecce Tricolori (magyarul: Háromszínű nyilak) az Olasz Légierő (olaszul: Aeronautica Militare Italiana) műrepülő köteléke, (hivatalosan: 313-as számú műrepülő-kiképző század). A kötelék a világ legnagyobb létszámú – ma is aktív – katonai műrepülő csapata. A kötelékrepülésnek Olaszországban nagy múltja van. A hivatalos, állandó bemutatócsapat létrejötte (1960) előtt alkalmi kötelékekkel szórakoztatták a hazai és külföldi közönséget. Kezdetben kanadai gyártmányú F-86E Sabre típusú sugárhajtású vadászgépekkel repültek ma, több típusváltás után immár hazai gyártású Aermacchi MB–339 típusú sugárhajtású gyakorlógépekkel repülnek. A kötelék székhelye Udine megyében, a Codroipo városhoz tartozó Rivolto községben található.

## A kötelék története

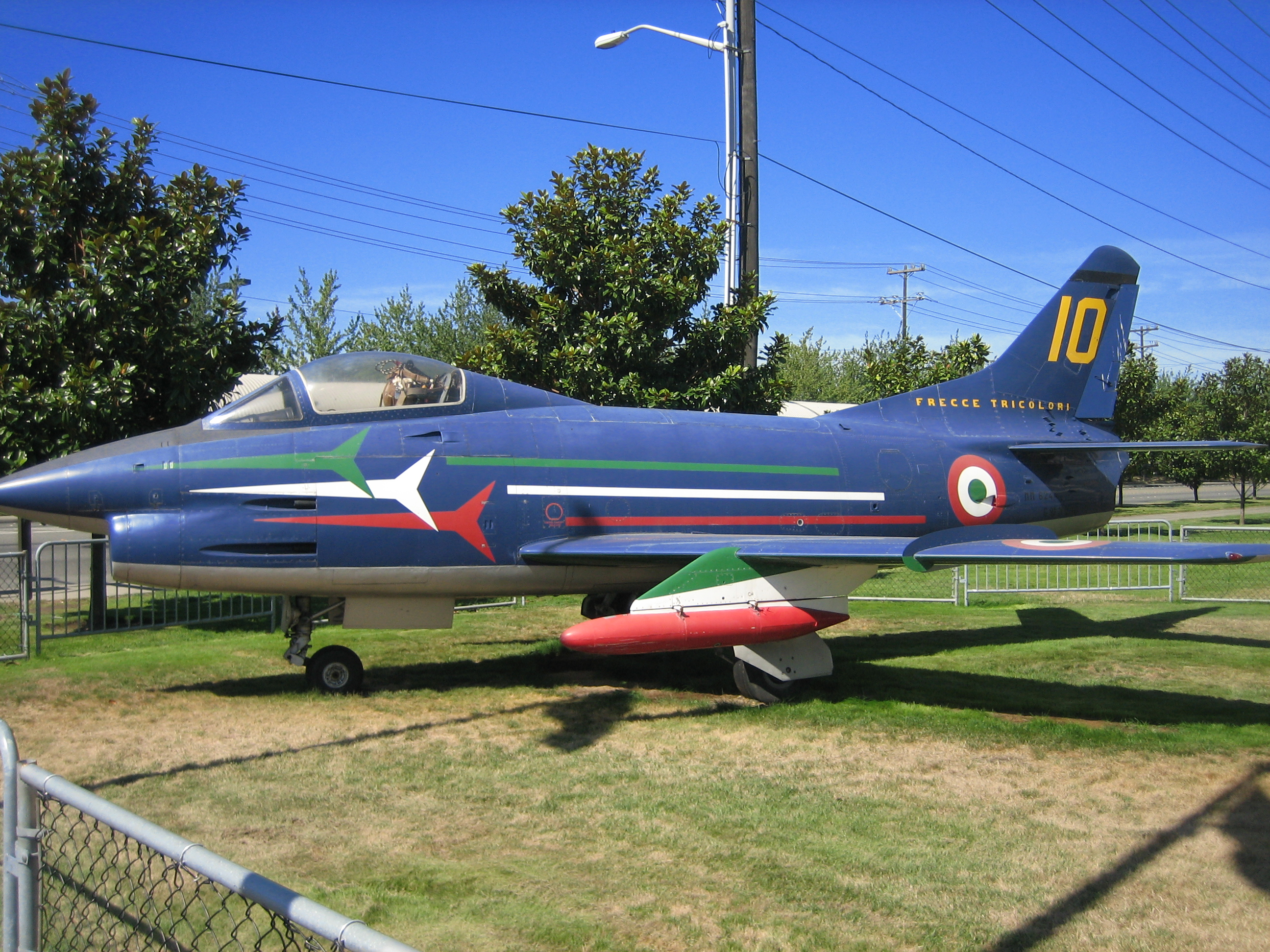
Korábban a hazai FIAT G.91-essel repültek

Az első világháborúban és az azt követő békeidőben kitűnt az olasz pilóták remek műrepülő képessége. 1930-ban Campoformido-ban műrepülő iskolát alapítottak a légierő akkori parancsnokának kezdeményezésére. Kezdetben Breda Ba.19, 1934-től Fiat C.R.30 majd 1936-tól Fiat C.R.32. típusú repülőgépekkel tartottak bemutatókat. 1934-től a következő években bejárták egész Európát. 1939-ben ez a kötelék a háborús események miatt feloszlott. A következő években a háború pusztítása, a válságban lévő ipar nem teremtett lehetőséget műrepülő kötelékek felállítására. Az 1940-es évek második felében elkezdődtek a helyreállítások, a külföldi segélyek hatására az ipar is kezdett visszatérni a háború előtti színvonalhoz. 1950-ben lehetőség nyílt egy új bemutatócsapat felállítására. A csapat ezúttal már korszerűbb, sugárhajtású repülőgépekkel repült. A külföldi és hazai közönség előtt az egyes századok által évente kiállított kötelékek képviselték a légierőt.

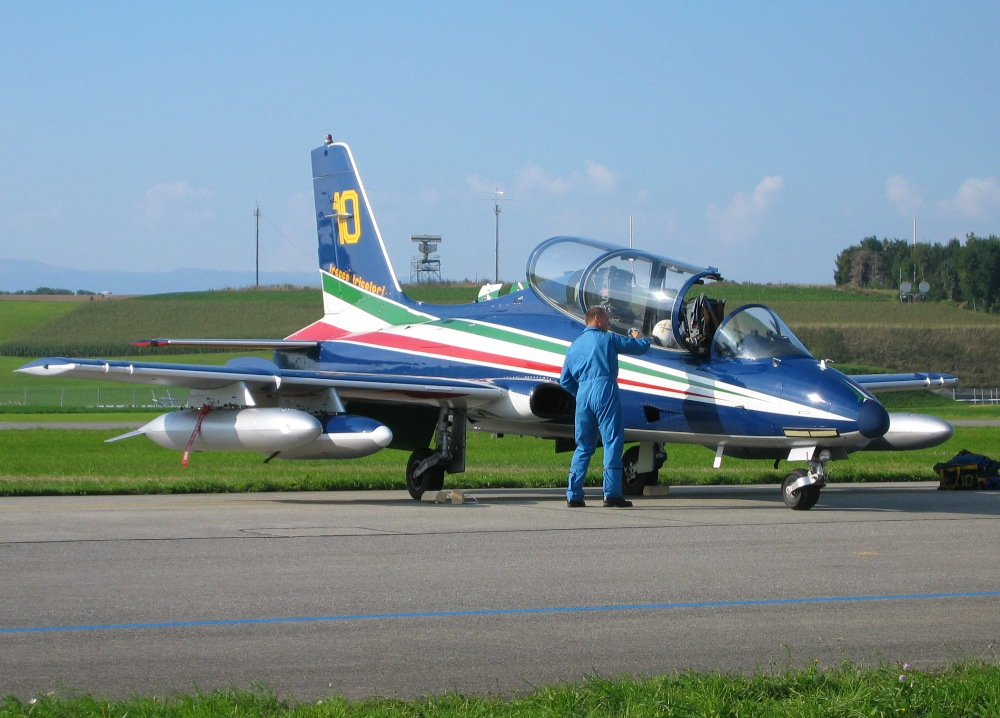
Jelenleg az Aermacchi MB.339A/PAN típust repülik

| repült időszak | kötelék neve       | egység               | géptípus       |
| -------------- | ------------------ | -------------------- | -------------- |
| 1950-1952      | Cavallino Rampante | 4° stormo            | DH.100 Vampire |
| 1953-1955      | Getti Tonanti      | V aerobrigata        | F-84G.         |
| 1955-1956      | Tigri Bianche      | 51-esima aerobrigata | F-84G          |
| 1956-1957      | Cavallino Rampante | IV aerobrigata       | F-86E „Sabre”  |
| 1957-1959      | Diavoli Rossi      | VI aerobrigata       | F-84F.         |
| 1956-1957      | Lancieri Neri      | II aerobrigata       | F-86E „Sabre”  |
| 1959-1960      | Getti Tonanti      | V aerobrigata        | F-84F          |

### Az állandó kötelék
1960-ban döntöttek állandó műrepülő kötelék felállításáról, a kötelék otthona az észak-olaszországi Codroipo városhoz tartozó Rivolto katonai repülőtere lett (Udine megye, Friuli-Venezia Giulia régióban). Kezdetben 6 db kanadai gyártású F-86E típusú vadászgéppel gyakoroltak. A kötelék létszámát 1961-ben kilencre emelték. 1964-ben az olasz repülőgépipar fejlődésének köszönhetően immár hazai gyártású Fiat G.91-es vadászbombázókra tértek át, demonstrálva a hazai ipar fejlődését. 1966-ban már tíz géppel szerepeltek a légibemutatókon. Ezzel létrejött a világ legnagyobb létszámú – ma is aktív – katonai bemutató csoportja. 1982-ben ismét típusváltás következett áttértek a szintén olasz Aermacchi MB.339A/PAN típusra. A PAN típusjelzés a Frecce számára átalakított, szárnyvégtartályokkal nem rendelkező, füstölővel ellátott gépeket jelöli. (A kötelék már korábban 1962-től is repült füstölőkkel) A mai napig ezzel a típussal tartják bemutatóikat. Az alakulat jelenleg 17 repülőgéppel (MB.339A/PAN), 15 pilótával és közel 70 fős műszaki személyzettel ill. a hozzájuk tartozó technikai eszközökkel rendelkezik.

## Kiképzés
A kötelék évente kb. 2500 repült órával rendelkezik, ez magában foglalja a kiképzési, gyakorlási, áttelepülési, átrepülési időket és a bemutató repüléseket is. A csapatba legalább 1000 vadászgépen vagy vadászbombázón eltöltött repült idővel lehet bekerülni. Évente az 5 legjobb jelentkezőből 1, esetleg 2 pilóta kerülhet be a Frecce kötelékébe. Jelenleg F-16-os pilótákból válogatnak. Egy-egy pilóta 5-6, vagy több évet is eltölt a köteléknél. A vezér „Pony 1” hívójelű pilótát 2 évente váltják – ő már előtte legalább 5 évet eltöltött a csapatban. A vezér megbízatásának lejárta után a század parancsnoka és a szólógép pilótája lesz. A pilóták és a repülőgépek órák alatt felfegyverezhetők és harcba küldhetők.
A csapat évente átlagosan 40-50 helyen szerepel, hazai és külföldi helyszíneken egyaránt. Eddig a világ több, mint 40 országában láthatták őket.

## Magyarországi bemutatkozásuk
A kötelék egyik elődje szerepelt a Budaörsi repülőtér 1937-es megnyitóján.
Magyarországon először a 2000-es Kecskeméti Nemzetközi Repülőnapon szerepeltek, azóta láthattuk őket a 2003-as, a 2005-ös, a 2008-as és a 2010-es repülőnapon is.

## Katasztrófa a Ramsteini Repülőnapon
A Frecce Tricolori történetében 1988. augusztus 28-án szörnyű tragédia következett be. A ramsteini légitámaszpont repülőnapján a kötelék 10 gépéből 3 összeütközött és az egyik a nézők közé csapódott. A katasztrófa hetven áldozatot követelt, hatvanhét civil és a három pilóta vesztette életét, több százan szenvedtek súlyos (többnyire égési) sérüléseket. Ez a repülőnap volt az első a Föld legszörnyűbb légibemutatóinak sorában.

### Magyar nyelven
- cikk a Kecskeméti Repülőnap honlapján
- A Jet Fly beszámolója a Frecce 45. születésnapjáról
- Újra itt van a nagy csapat!

### Angol nyelven
- Frecce Tricolori az olasz légierő honlapján
- Frecce Tricolori Club
- Frecce Tricolori jet repülés szimulátor

### Német nyelven
- aeronautica.difesa.it
- robert-stetter.de képek